# Aratama-bashi (metropolitana di Nagoya)
Aratama-bashi (久屋大通駅?, Aratama-bashi-eki) è una stazione della metropolitana di Nagoya situata nel quartiere di Mizuko-ku a Nagoya, in Giappone. Offre l'interscambio fra le linee Meijō e Sakura-dōri.

## Linee
Linea Meijō (M23)
 Linea Sakura-dōri (S14)

## Struttura
La stazione, sotterranea, offre l'interscambio fra le due linee summenzionate, entrambe con banchine centrali a isola e binari passanti.
| 1 | Linea Meijō       | per Yagoto e Motoyama                   |
| 2 | Linea Meijō       | per Kanayama e Sakae                    |
| 3 | Linea Sakura-dōri | per Nonami e Tokushige                  |
| 4 | Linea Sakura-dōri | per Imaike, Nagoya e Nakamura Kuyakusho |

## Stazioni adiacenti
| «                     | Servizio    | »               |
| Linea Meijō           | Linea Meijō | Linea Meijō     |
| --------------------- | ----------- | --------------- |
| Mizuho Undōjō Higashi | -           | Myōon-dōri      |
| Linea Sakura-dōri     |             |                 |
| Mizuho Undōjō Nishi   | -           | Sakura-hommachi |